# Ina Balin
Ina Balin (12 de noviembre de 1937 - 20 de junio de 1990) fue una actriz teatral y cinematográfica estadounidense.
Su verdadero nombre era Ina Rosenberg, y nació en Brooklyn, Nueva York. Se inició en la televisión en los años cincuenta, en el show de Perry Como. También hizo teatro de verano, el cual le abrió el camino a otros papeles en Broadway, ganando en 1959 el "Theatre World Award" por su actuación en la comedia A Majority of One. Ese mismo año hizo su primer papel en el cine, en The Black Orchid (La orquídea negra), junto a Sophia Loren y Anthony Quinn. Un año más tarde, Balin fue nominada al Globo de Oro a la mejor actriz de reparto por su trabajo en From The Terrace (Desde la terraza). También intervino en The Young Doctors (Vivir es lo que importa). En 1961, aparece como Pilar Graile en Los Comancheros con John Wayne y Stuart Whitman. 
Durante los años sesenta y setenta, trabajó también junto a otras varias estrellas de Hollywood, incluyendo a Paul Newman, Elvis Presley, Jerry Lewis, Myrna Loy, Fredric March, Lee Marvin, Max von Sydow, Orson Welles y Joanne Woodward. Tuvo un papel secundario pero importante en la película de 1965 The Greatest Story Ever Told y coprotagonizó junto a Elvis Presley el film de 1969 Charro!. Balin también participó en series de televisión como Bonanza, El Hombre Nuclear, Battlestar Galactica (1978), Quincy, M.E. y Magnum P.I..
En 1970, Balin viajó a Vietnam con la United Service Organizations, en el primero de diversos viajes a la zona. En 1975 ayudó a la evacuación de huérfanos durante la caída de Saigón, y adoptó a tres de ellos. En 1980 protagonizó una película en la televisión titulada The Children of An Lac, que se basó en sus experiencias en la Guerra de Vietnam. 
Ina Balin falleció en New Haven, Connecticut, a los 52 años de edad, a causa de una hipertensión pulmonar secundaria a una cardiopatía isquémica.